# Веронда
Веро́нда (Веренда, Верёнда) — река в Новгородской области России, впадает в озеро Ильмень, протекает по территории Батецкого и Новгородского районов. Длина — 49 км, бассейн — 723 км².
Берёт начало на высоте около 55 м над уровнем моря с окраины болота Хотинский мох в окрестностях станции Люболяды и деревни Нехино. Впадает в озеро Ильмень на высоте 18 м над уровнем моря около деревни Новое Сергово. Принадлежит к бассейну Балтийского моря.
Притоки — Чежа, Видогощь (справа); Нурдыша, Берёзка, Добрынька, Змейка, Дубенка (слева).
На Веронде расположены деревни (от истока к устью) Сутоки, Ларешниково, Леонтьево, Орлово, Фарафоново, Окатово, Куканово, Большое Подсонье, Борки, Новое Сергово. В районе Борков пересекается автомобильной дорогой Р56 (Великий Новгород — Сольцы — Порхов — Псков).